# Charlene Woitha
Charlene Woitha (ur. 21 sierpnia 1993 w Berlinie) – niemiecka lekkoatletka specjalizująca się w rzucie młotem.
W 2015 zajęła szóste miejsce na mistrzostwach Europy do lat 23 w Tallinnie i siódme podczas światowych wojskowych igrzysk sportowych. Rok później odpadła w eliminacjach mistrzostw Starego Kontynentu oraz igrzysk olimpijskich w Rio de Janeiro.
Medalistka mistrzostw Niemiec oraz reprezentantka kraju w pucharze Europy w rzutach.
Rekord życiowy: 70,98 (24 czerwca 2016, Zeulenroda).

## Osiągnięcia
| Rok  | Impreza                             | Miejsce        | Pozycja           | Wynik |
| ---- | ----------------------------------- | -------------- | ----------------- | ----- |
| 2014 | Zimowy puchar Europy w rzutach      | Leiria         | 5. miejsce        | 65,03 |
| 2015 | Zimowy puchar Europy w rzutach      | Leiria         | 8. miejsce        | 64,96 |
| 2015 | Młodzieżowe mistrzostwa Europy      | Tallinn        | 6. miejsce        | 64,34 |
| 2015 | Światowe wojskowe igrzyska sportowe | Mungyeong      | 7. miejsce        | 61,35 |
| 2016 | Mistrzostwa Europy                  | Amsterdam      | el. – 22. miejsce | 64,90 |
| 2016 | Igrzyska olimpijskie                | Rio de Janeiro | el. – 29. miejsce | 62,50 |
| 2018 | Puchar Europy w rzutach             | Leiria         | 8. miejsce        | 66,13 |
| 2019 | Puchar Europy w rzutach             | Šamorín        | 15. miejsce       | 66,25 |